# Литовка (Гороховецкий район)
Литовка — деревня в Гороховецком районе Владимирской области России, входит в состав Куприяновского сельского поселения.

## География
Деревня расположена в 17 км на запад от центра поселения деревни Выезд и в 14 км на запад от Гороховца.

## История
В XIX — первой четверти XX века деревня входила в состав Красносельской волости Гороховецкого уезда, с 1926 года — в составе Гороховецкой волости Вязниковского уезда. В 1859 году в деревне числилось 19 дворов, в 1905 году — 31 дворов, в 1926 году — 38 дворов.
С 1929 года деревня являлась центром Литовского сельсовета Гороховецкого района, с 1954 года — в составе Ново-Владимирского сельсовета, с 1977 года — в составе Арефинского сельсовета, с 2005 года в составе Куприяновского сельского поселения.

## Население
| 1859 | 1905 | 1926 | 2002 | 2010 | 2021 |
| ---- | ---- | ---- | ---- | ---- | ---- |
| 179  | ↗254 | ↘170 | ↘23  | ↘16  | ↘13  |